# Zoe Díaz
Zoe María Díaz de Armas (Buenos Aires, 5 de junho de 2006) é uma jogadora de hóquei sobre a grama argentina.

## Carreira
Zoe Díaz fez sua estreia internacional no nível sub-21, fazendo sua primeira aparição em 2023. Ela estreou pela seleção argentina sub-21 na Copa do Mundo Júnior FIH em Santiago, ganhando uma medalha de prata. Em 2024, Díaz foi selecionada para o time de Las Leonas pela primeira vez. Ela fez sua estreia internacional sênior durante a etapa europeia da quinta temporada da FIH Pro League em Antuérpia.
Nos Jogos Olímpicos de Verão de 2024, em Paris, conquistou a medalha de bronze no torneio feminino do hóquei sobre a grama, após vencer confronto contra a equipe belga por pênaltis.